# Stražisko
Stražisko je obec v okrese Prostějov v Olomouckém kraji. Žije zde 442 obyvatel. Obec ležící v údolí řeky Romže původně vznikla jako podhradí strážního hradu. Je vyhledávanou rekreační oblastí proslulou zejména svým koupalištěm a poutním kostelem Andělů Strážných.

## Historie
První doklady o názvu obce se zachovaly v německé podobě – Grumberg či Krummberg („Křivá hora“) nebo také Grünberg („Zelená hora“). První písemná zmínka o vesnici pochází z roku 1379. Hrad Grünberg nad vsí byl postaven již koncem 13. století; první zmínka o strážném hradu pochází již z roku 1288, když se po něm píše purkrabí na hradě Veveří Ctibor z Grünbergu. Vedla tudy významná obchodní cesta, hrad byl vystavěn, aby chránil kupce od přepadání loupežníky. 
Na hradě se vystřídalo několik vrchností. V období česko-uherských válek zapůjčil tehdejší majitel Zdeněk ze Švábenic hrad synovi krále Jiřího z Poděbrad, Viktorínovi Opavskému, který ho využíval při bojích proti vojskům krále Matyáše Korvína. Hrad byl během nich poničený, nedočkal se opravy a v průběhu 16. století zcela zpustl.
Na přelomu 17. a 18. století obec koupili premonstráti z kláštera Hradisko u Olomouce. V roce 1728 byly zbytky hradu demolovány a na popud opata Roberta Sanciuse na jeho místě postaven barokní kostel Andělů strážných, který sloužil jako poutní místo a nyní dominuje okolí. K němu vede čtrnáct zastavení křížové cesty z roku 1854 se souborem kaplí, které zdobí na plechu malované obrazy malíře Josefa Vyjídáčka. Roku 1895 zde místní věřící postavili Lurdskou jeskyni sloužící pravidelným májovým bohoslužbám a na úbočí kopce vznikl hřbitov.
Od poloviny 19. století se obec stala významnou rekreační oblastí. Počet chatařů a chalupářů v létě výrazně převyšuje počet stálých obyvatel. Díky tomu se dochovaly četné vily bohatých obyvatel blízkého Prostějova, z nichž nejmonumentálnější si nechal postavit někdejší český starosta Prostějova Karel Vojáček. V roce 1907 zde byla otevřena prázdninová feriální osada manželů Vojáčkových, která společně s jejich vilou sloužila potřebným dětem z Prostějova. Od 50. do 90. let 20. století sloužila osada jako rekreační areál Československého červeného kříže pro děti a mládež. V roce 1971 bylo otevřeno koupaliště.

## Obyvatelstvo
Vývoj počtu obyvatel za celou obec i za jeho jednotlivé části uvádí tabulka níže, ve které se zobrazuje i příslušnost jednotlivých částí k obci či následné odtržení.
| Místní části   | Místní části   | 1869 | 1880 | 1890 | 1900 | 1910 | 1921 | 1930 | 1950 | 1961 | 1970 | 1980 | 1991 | 2001 | 2011 | 2021 |
| -------------- | -------------- | ---- | ---- | ---- | ---- | ---- | ---- | ---- | ---- | ---- | ---- | ---- | ---- | ---- | ---- | ---- |
| Počet obyvatel | část Stražisko | 682  | 697  | 710  | 673  | 729  | 753  | 756  | 662  | 664  | 602  | 499  | 416  | 424  | 414  | 417  |
| Počet domů     | část Stražisko | 106  | 111  | 114  | 119  | 125  | 133  | 155  | 200  | 185  | 179  | 161  | 214  | 187  | 213  | 232  |

## Obecní správa
Mezi lety 1869–1930 bylo Stražisko osadou obce Maleny v okrese Litovel. Od roku 1950 je obcí v okrese Prostějov.

### Části obce
- Stražisko
- Maleny
- Růžov

### Obecní symboly
Znak a vlajka byly obci uděleny rozhodnutím předsedy Poslanecké sněmovny Parlamentu České republiky dne 11. května 2001.

## Doprava
Obcí prochází neelektrifikovaná železniční trať Prostějov–Chornice začleněná do IDSOK. Je zde také několik zastávek příměstských autobusových linek.

## Pamětihodnosti
- Poutní kostel Andělů strážných[10]
- Křížová cesta
- zaniklý hrad Stražisko na západním okraji obce

## Obecní spolky
- Sbor dobrovolných hasičů Stražisko[11]
- Sokol Stražisko

## Osobnosti
V obci se narodil Jan Hrbatý, bývalý československý hokejový útočník. Své letní sídlo měl na Stražisku vědec a vynálezce Otto Wichterle, který tu také zemřel. V obci zemřel Alois Vrtal, rakouský a český advokát a politik staročeské strany. Na místním hřbitově je v rodinné hrobce pochován Leopold Příza, rakouský statkář a politik. Ve vile Pampeliška trávil často léto herec Ladislav Pešek.

## Fotogalerie

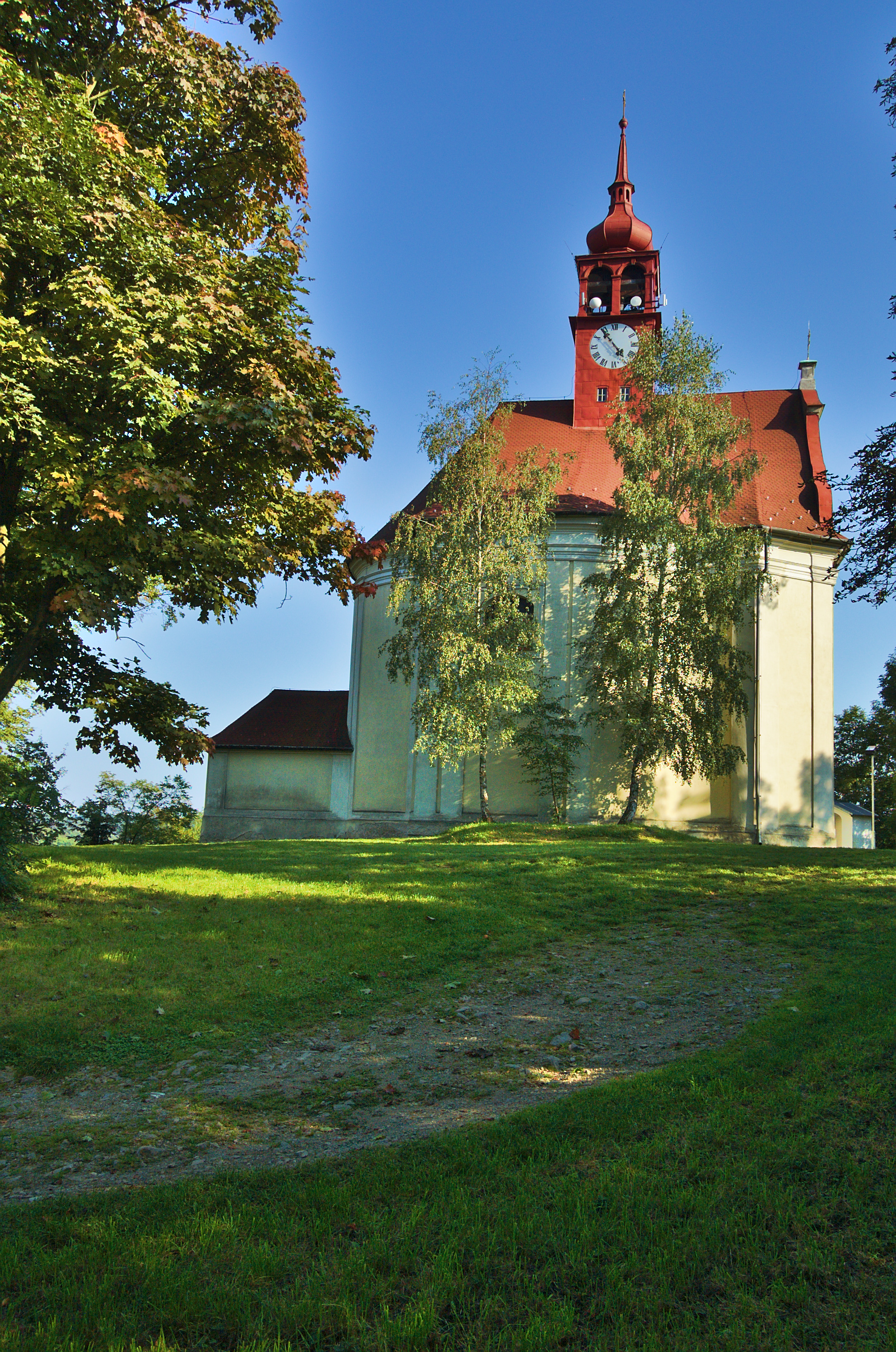
Kostel Andělů Strážných
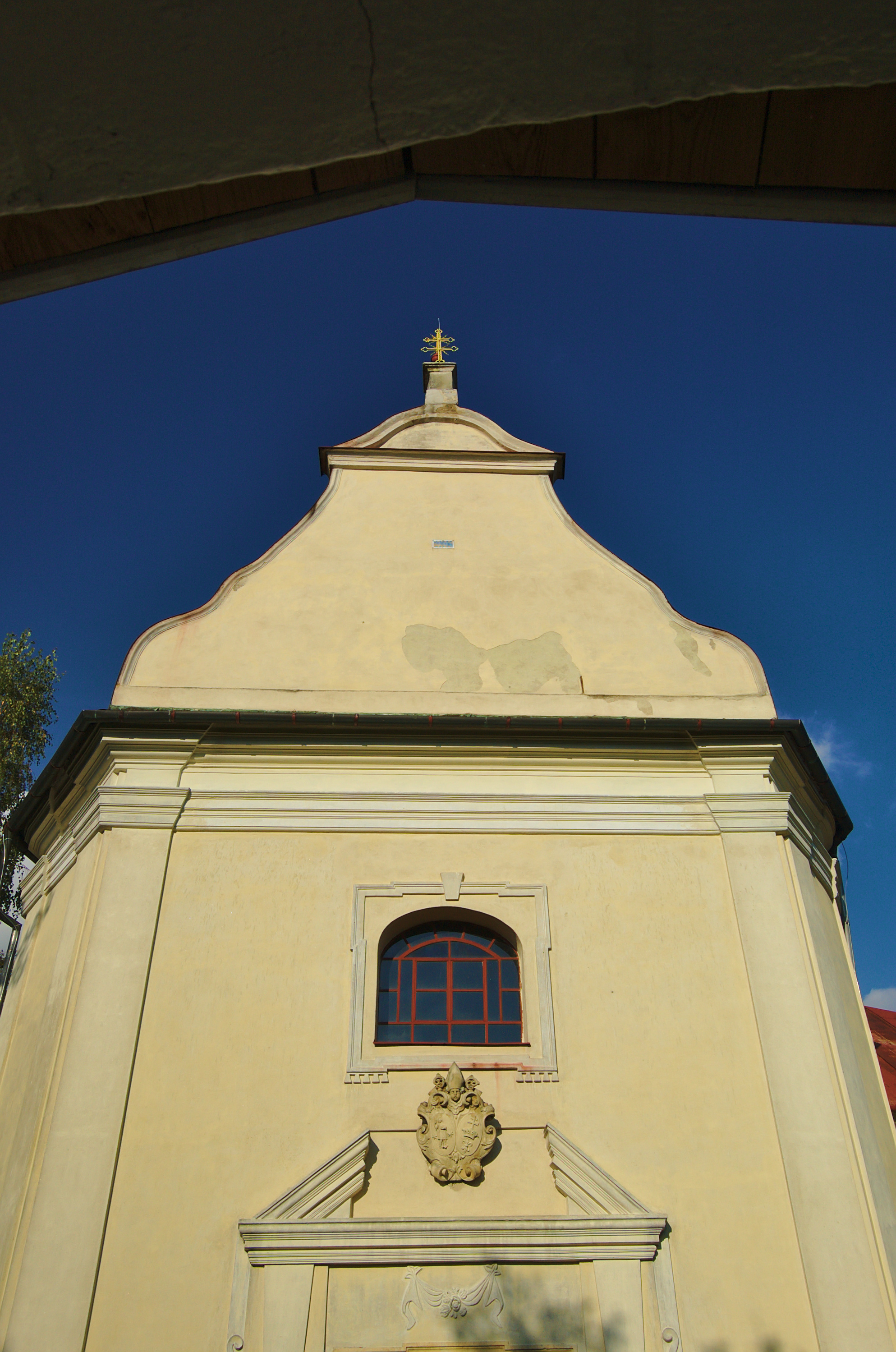
Kostelní věž
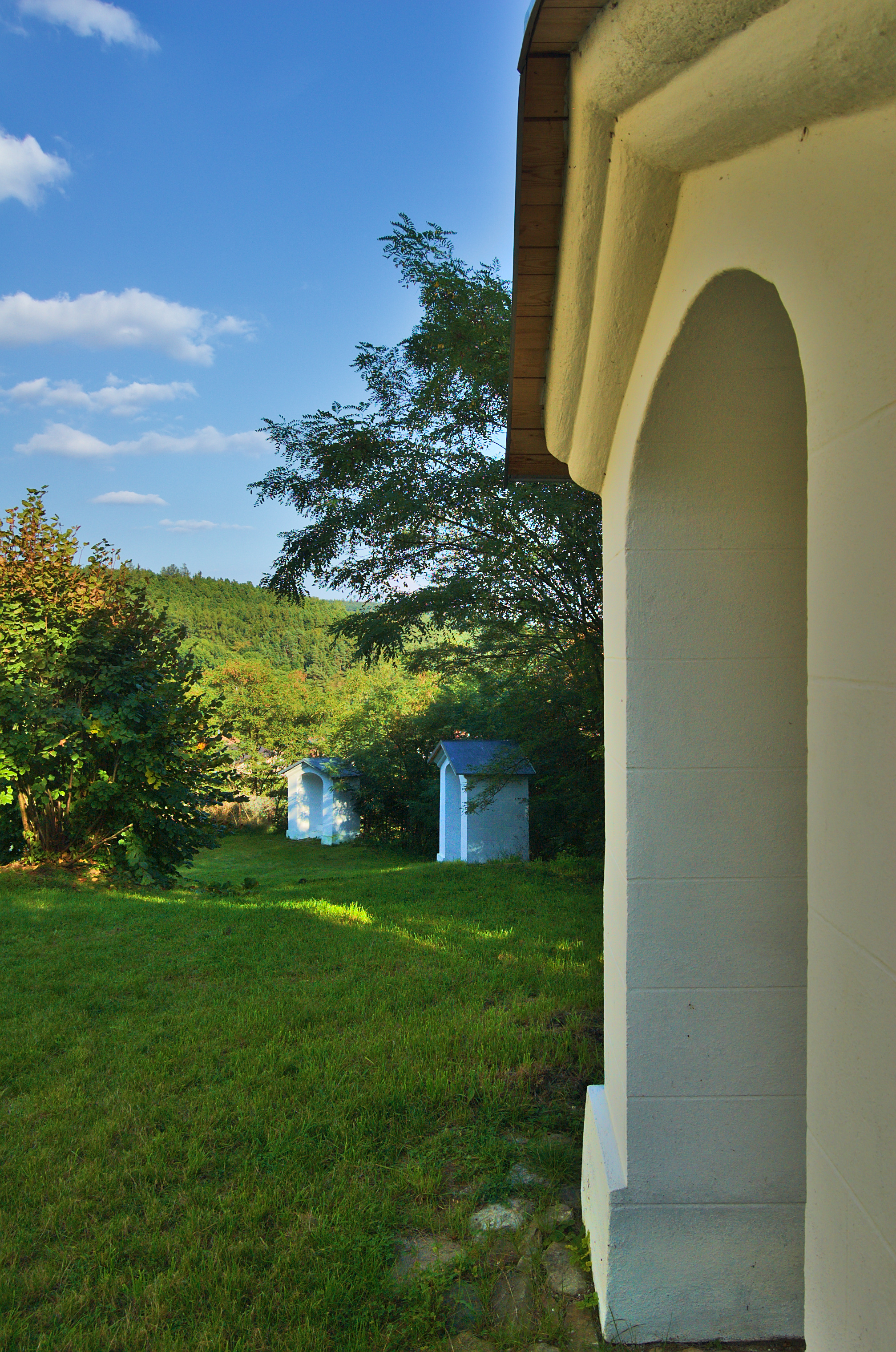
Křížová cesta
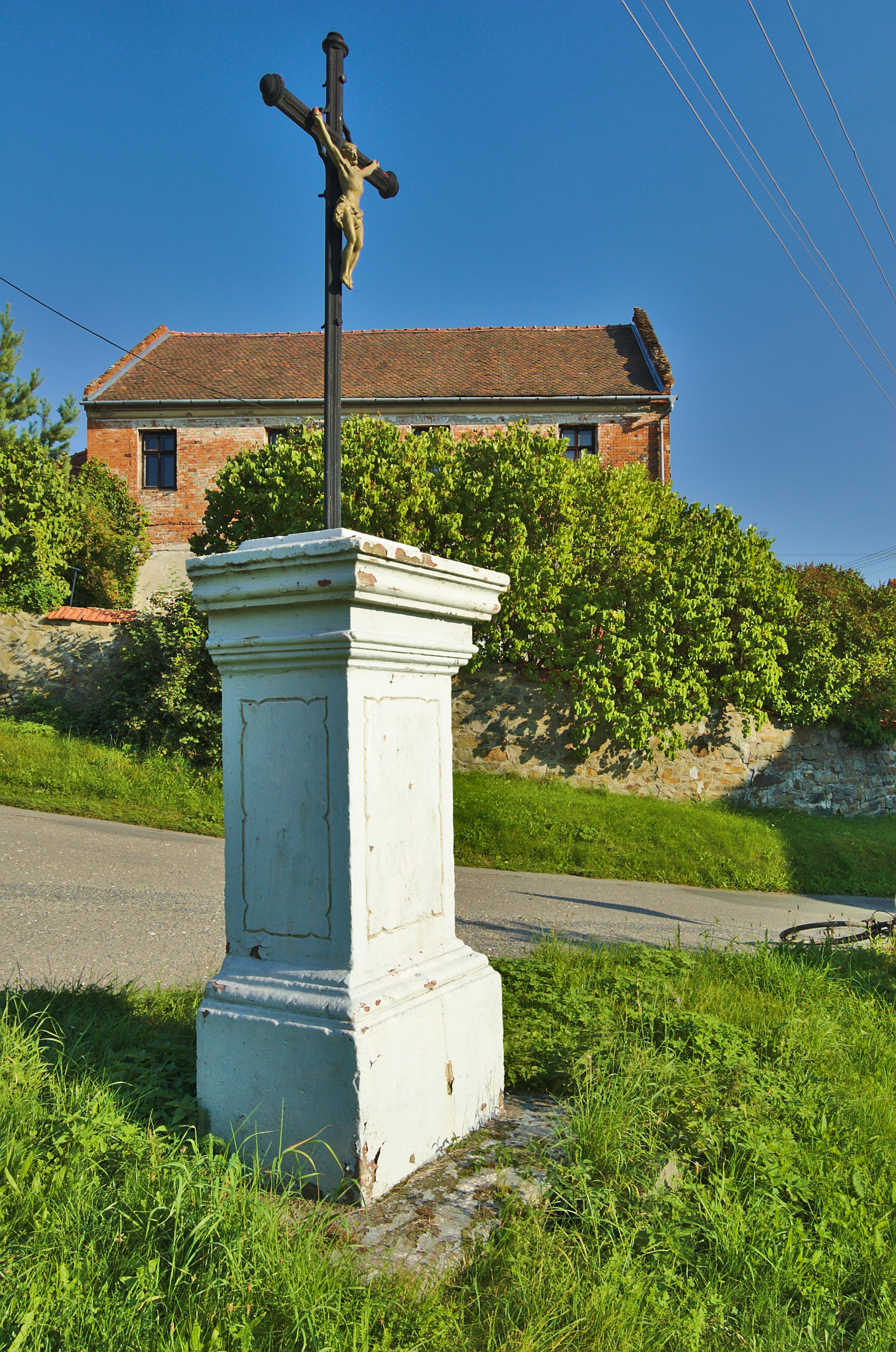
Kříž u fary
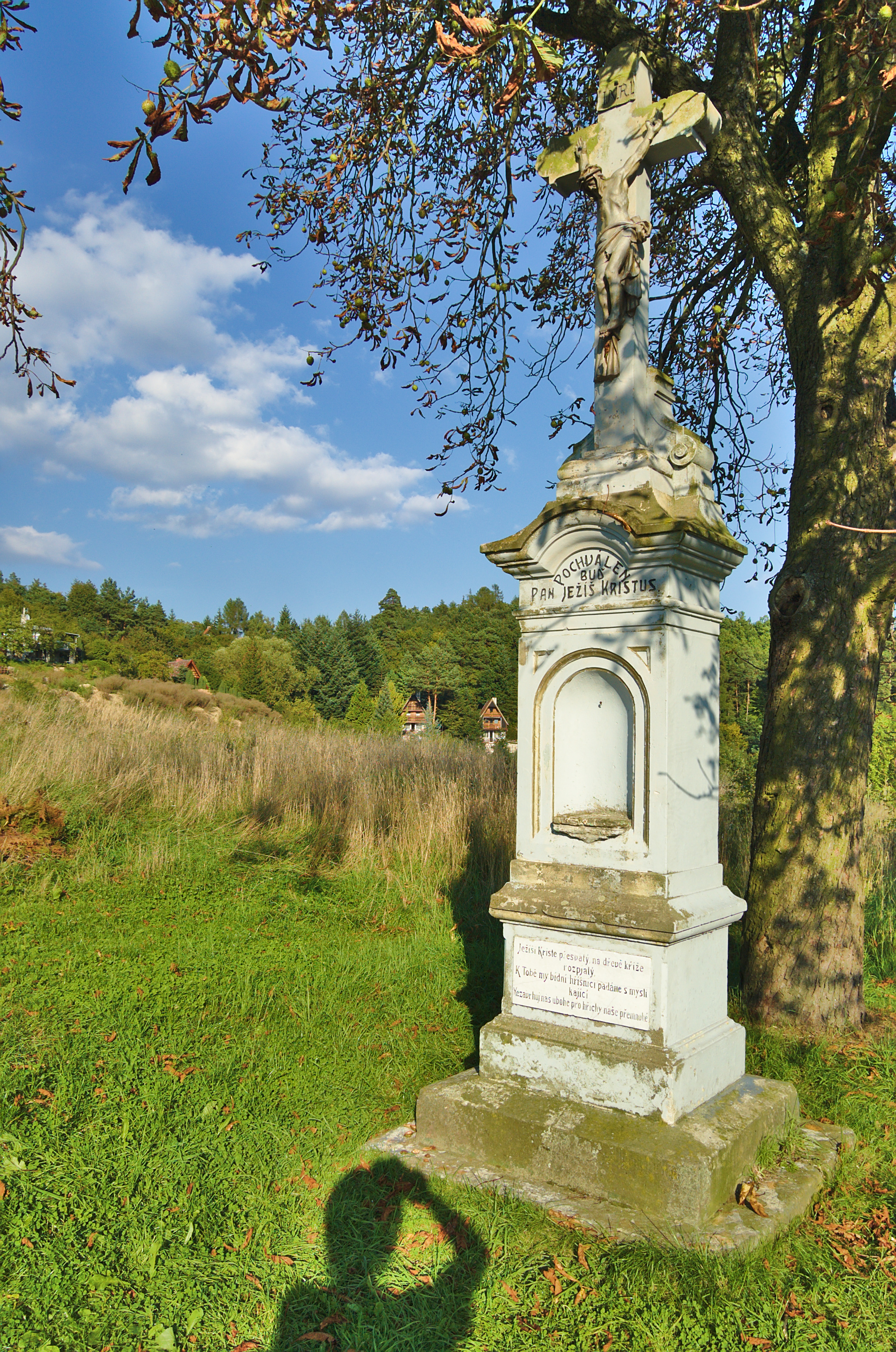
Kříž u cesty na Přemyslovice